# 蔡清標
蔡清標（1957年—）畢業於國立成功大學水利工程學系，取得國立臺灣大學海洋研究所碩士及國立成功大學土木工程研究所工學博士，曾任中華民國海洋委員會政務副主任委員。個人研究為水動力計算與實驗、海岸工程與環境、波浪發電、人工智慧之工程應用。

## 中華民國海洋委員會

### 政務副主任委員

#### （2019年5月31日 - 2022年9月2日）
2021年12月9日，獲邀代表中華民國出席「第一屆亞太地區世界海洋高峰會（World Ocean Summit Asia-Pacific）」，針對海洋能源發展議題發表演講。
2022年3月24、25日，代表中華民國海洋委員會出席「APEC運用創新科技監測海洋廢棄物能力建構研習營」。
2022年4月14日，獲邀出席「第7屆 我們的海洋大會」（Our Ocean Conference, OOC），於「實現海洋安全」主題場次公開發表演講。

## 研究專長
- 水動力計算與實驗
- 海岸工程與環境
- 波浪發電
- 人工智慧之工程應用[3]

## 專利
- 波浪能擷取裝置及波浪發電系統 中華民國發明專利 第I515362號[8][9]
- 一種具複合式消波艙之防波堤 中華民國發明專利 第I475146號[10]
- 具圓弧面消波艙之沉箱式防波堤 中華民國發明專利 第I457488號[11]

## 專書
- 海岸開發與保育 中興工程科技研究發展基金會 2007
- 海岸工程學(第五章)波浪變形 文山書局 2002
- 海岸工程學 中興大學 1984[8]